# 拷貝宣道教會

拷貝教的金字塔象徵

Ctrl-C、Ctrl-V

拷貝宣道教會（瑞典語：Missionerande Kopimistsamfundet），又稱拷貝教、複製共享教（Kopimism），由瑞典人以撒克·葛森（Isak Gerson）創立，在2012年被瑞典政府接受為合法教會。它的宗旨在於反對反盜版法案，支持各種數位檔案的複製與下載權利，他們主張網路版權法案侵犯了言論自由。拷貝教成員認為，分享檔案是一種宗教服務，對該教而言，透過電腦鍵盤複製貼上的「Ctrl-C」和「Ctrl-V」動作是一種神聖的象徵。
目前網站海盜灣由拷貝宣道教會所管轄。

## 历史
2012年4月24日，瑞典政府正式批准拷贝宣道教会属于合法机构和组织，鼓励信息自由流通。

## 教義
拷貝教（Kopimism）是根据英語：而创造的新单词，拷貝教的信徒可被稱為拷貝者（英語：Kopimist）。這個名稱源自聖經中歌林多前書11章的第一句：「你們該效法我、像我效法基督一樣。 」。拷貝教徒將這句翻譯為：「拷貝我，就像我拷貝基督一般」（Copy me, my brothers, just as I copy Christ himself）。
拷贝教信條包含：
1. 拷貝是道德上正確
2. 資訊傳播是道德上正確
3. 在拷貝中混入其他的東西，是神聖的拷貝，比好還更好，因為這延展、豐富了更多資訊
4. 重製或拷貝別人的東西，是尊重他人的行為，也是展現拷貝教信仰的方式
5. 網路是神聖的
6. 程式碼是法律

## 创办宣言
|                     | 文化是使人们生活更美好的东西，它能让人用不同的方式感恩世界。知识就是这样一种东西，我们不能囿于法律的规定，而应将知识最大限度地传播、共享。当我们能共享知识和文化时，我们会觉得很幸福，世界也将变得更美好。 |
| ——教主伊斯卡·格尔森 | |

## 外部連結
- 官方网站